# Teatro J. Safra
Teatro J. Safra é um teatro localizado na cidade de São Paulo. Maurício Machado é o gestor e curador artístico do teatro.

## Crítica
Em 28 de setembro de 2014, foi publicado na Folha de S.Paulo o resultado da avaliação feita pela equipe do jornal ao visitar os sessenta maiores teatros da cidade de São Paulo. O local foi premiado com três estrelas, uma nota "regular", com o consenso: "É um dos novíssimos teatros da cidade, aberto em julho. O hall é enorme e cheio de sofás. O espaçamento entre as poltronas é bom, e a visibilidade do palco é ótima na plateia, mas no mezanino as barras de proteção prejudicam a visão. O teatro diz que pretende resolver o problema no recesso de fim (...) [2014]."